# Բ
Բ, բ (ben, orm. բեն) – druga litera alfabetu ormiańskiego. Jest wykorzystywana do oddania dźwięku [b] (język wschodnioormiański) lub [pʰ] (język zachodnioormiański). Została stworzona, wraz z całym alfabetem ormiańskim, przez Mesropa Masztoca.
Litera Բ jest transkrybowana w języku polskim jako B.
W ormiańskim systemie zapisywania liczb literze Բ jest przypisana cyfra 2.

## Kodowanie
| Znak                   | Բ                           | Բ                           | բ                         | բ                         |
| ---------------------- | --------------------------- | --------------------------- | ------------------------- | ------------------------- |
| Nazwa w Unikodzie      | Armenian Capital Letter Ben | Armenian Capital Letter Ben | Armenian Small Letter Ben | Armenian Small Letter Ben |
| Kodowanie              | dziesiątkowo                | szesnastkowo                | dziesiątkowo              | szesnastkowo              |
| Unicode                | 1330                        | U+0532                      | 1378                      | U+0562                    |
| UTF-8                  | 212 178                     | d4 b2                       | 213 162                   | d5 a2                     |
| Odwołania znakowe SGML | &#1330;                     | &#x0532;                    | &#1378;                   | &#x0562;                  |